# Hypoplectrus randallorum
Hypoplectrus randallorum  (лат.) — вид лучепёрых рыб из семейства каменных окуней (Serranidae). Распространены в центрально-западной части Атлантического океана. Максимальная длина тела 9,1 см. 

## Этимология
Впервые упоминается в научной литературе в 1960 году как another hamlet}.
В последующем кратко описан в 2002 году под условным названием Hypoplectrus sp. 'tan'. Подробное научное описание приведено только в 2011 году. Видовое латинское название дано в честь американского ихтиолога Джона Рэндалла (John Ernest Randall) и его жены Хелен, которые первыми обнаружили и поймали представителей данного вида.

## Описание
Тело высокое, несколько сжато с боков; высота тела укладывается 2,1—2,4 раза в стандартную длину тела; покрыто ктеноидной чешуёй. Длина головы составляет 38,5—41,5 % от длины тела. Рот конечный. 
В спинном плавнике 10 колючих и 14—16 мягких разветвлённых лучей. В анальном плавнике 3 колючих и 7 мягких лучей. В грудных плавниках 14 мягких лучей, а в брюшных — 1 колючий и 5 мягких лучей. Хвостовой плавник усечённый или с небольшой выемкой. В боковой линии 48—54 чешуй. Позвонков 23—24.
Тело от светло- до тёмно-коричневого цвета, голова с рыжеватым оттенком. Брюхо, плавники и голова иногда имеют желтоватый оттенок. Грудные плавники бесцветные. На голове в области ноздрей отчётливые тёмные пятна. Тёмные пятна у оснований грудных плавников и верхней части хвостового стебля. Размер и интенсивность окраски пятен могут различаться у разных особей.
Максимальная длина тела 9,1 см.

## Биология
Питаются мелкими бентосными ракообразными (креветки, крабы, ротоногие, мизиды) и рыбами.
Синхронные гермафродиты, то есть каждая особь способна одновременно вырабатывать как мужские, так и женские гаметы. Самооплодотворения не наблюдали; обычно в нерестовый период образуют пары. В паре особи поочерёдно выступают в качестве самца или самки.

## Ареал
Встречаются по всей акватории Карибского моря от прибрежных вод Центральной Америки до Больших Антильских островов и далее на север до архипелага Флорида-Кис и юга Флориды.